# A Noite da Má Língua
A Noite da Má Língua é um podcast apresentado por Júlia Pinheiro, com os comentários de Rita Blanco, Manuel Serrão e Rui Zink. Entre 1994 e 1997, foi um programa de televisão de entretenimento, emitido pela SIC, todas as quintas-feiras à noite, também conduzido por Júlia Pinheiro. Era um programa de crítica e mal dizer da actualidade nacional, onde se atribuía a personalidades o Prémio da Má Língua.[carece de fontes?]
Inicialmente, os comentadores eram Miguel Esteves Cardoso, Alberto Pimenta, Helena Sanches Osório e Manuel Serrão. Eventualmente, Helena Sanches Osório é substituída por Constança Cunha e Sá, até eventualmente a saída de Constança Cunha e Sá dar entrada a Fernando Alves. A constituição dos comentadores foi variando ao longo do programa, até chegar à sua constituição final com Júlia Pinheiro, Manuel Serrão, Miguel Esteves Cardoso, Rita Blanco e Rui Zink, dando outro fôlego ao programa.

## Curiosidades
- Um dos melhores momentos do programa foi quando o cantor José Cid teve a coragem de surgir em pleno directo para receber o seu prémio, e quase começou à pancada com Miguel Esteves Cardoso e Manuel Serrão.[7]

- A Noite da Má Língua originou uma sátira de Herman José, sob o título de Noite dos Maus Fígados, no seu programa Herman Zap.[1][7]

- Em Julho de 2014, a SIC decidiu fazer uma emissão especial dedicada aos 20 anos do programa, que reuniu a apresentadora e os comentadores, excepto Rita Blanco, que se encontrava fora do país.[8]

A partir de 26 de setembro de 2021, o programa volta a ser emitido, desta feita, em formato de podcast. Conta novamente com a apresentação de Júlia Pinheiro e os comentários de Rita Blanco, Rui Zink e Manuel Serrão.